# Tauzieher

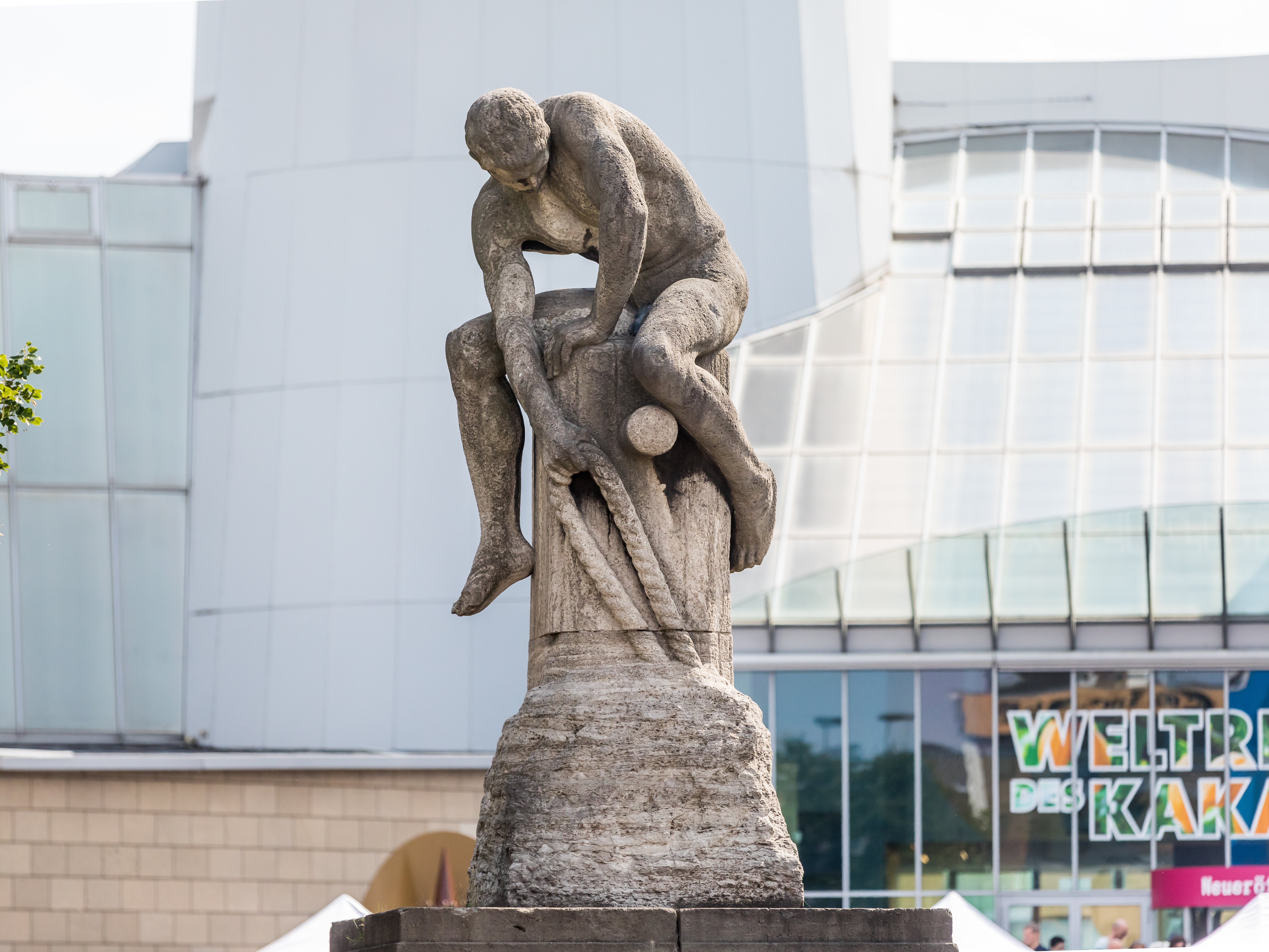
Der Tauzieher, 2023

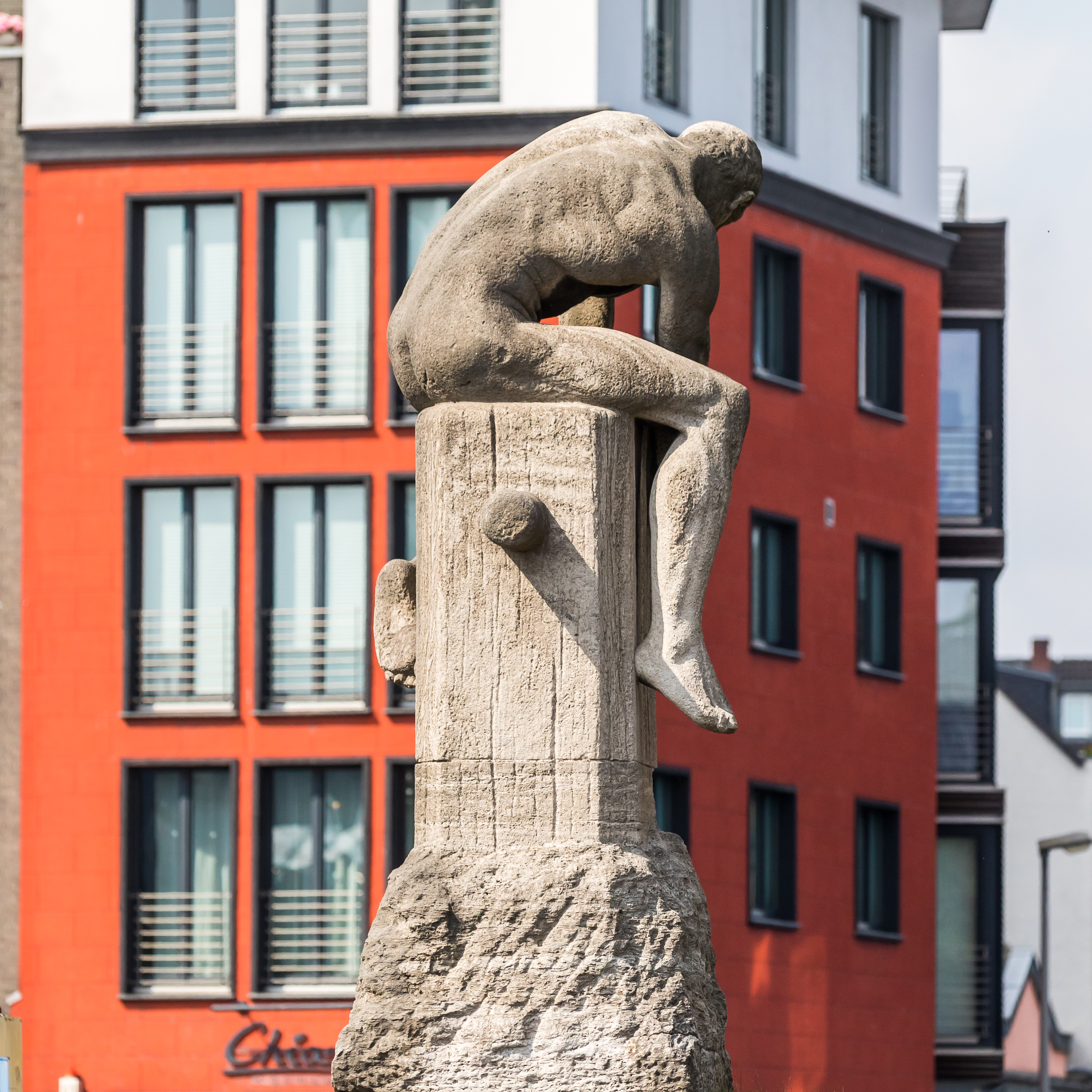
Der Tauzieher, rückseitige Ansicht, 2023

Tauzieher oder auch „Der Tauzieher“ ist eine Skulptur aus Muschelkalk, die in den Jahren 1910 bis 1911 am Rheinauhafen in Köln aufgestellt wurde. Es gehörte 1980 zu den ersten Kulturdenkmälern, die in Köln unter Denkmalschutz gestellt wurden.

## Geschichte
Anlässlich der Ausstellung der Vereinigung Kölner Künstler im Jahr 1908 in der Kölner Flora stellte der in Charlottenburg wohnende, aber aus Köln gebürtige Bildhauer Nikolaus Friedrich eine Figur aus, die in Kunstkreisen lebhaften Anklang fand. Überlegungen, eine stark vergrößerte Ausfertigung auf einem ansprechenden Platz in Köln zu installieren, führten zu einer Sammlung Kölner Kunstfreunde. Und, nachdem der so erzielte Betrag nicht ausreichte, zur Bewilligung eines städtischen Zuschusses über 10.000 Mark, in der Sitzung des Stadtrates vom 23. März 1910.
Die Platzwahl fiel auf eine freie Fläche am Holzmarkt vor dem neuen Kölner Hafen. Der noch herzurichtende Platz lag zur rechten der Drehbrücke und zu Fuß des Malakoffturms. Nachdem am 21. September 1910 mit dem Gerüstaufbau zur Errichtung des Standbildes begonnen worden war, schrieb ein Lokalreporter:

„Der herkulische nackte Mann ist auf den Pfahl geklettert, der aus unten ungegliedertem Gestein sich entwickelt und zieht, vornüber gebeugt, das Tau empor, um es an dem Pfahl zu befestigen. Die Beine umklammern das Holz und während die Rechte mit aller Kraft das große Tau emporzureißen sich bemüht, hält die Linke sich oben fest am Pfahl.“

Die Enthüllung des Tauziehers erfolgte am 4. März 1911. Das Denkmal ist rund 6 ½ Meter hoch, und damit etwa doppelt so groß wie die ursprüngliche Statue der Ausstellung im Jahr 1908, dabei nimmt der Sockel etwas mehr als die Hälfte ein. Der Tauzieher war die erste Freiplastik in Kölns öffentlichem Raum.
Der unbekannte Verfasser eines Gedichts thematisierte im September 1911 den Widerspruch des nackten Tauziehers, mit der durch ihn symbolisierten Botschaft, dass sich jeder Wohlstand erarbeiten könne, der gerne arbeitet:

„„Dä „Tauzieher“ oder E schlääche Vergleich, .... „Nun macht keine Witze“ säht drop dä Kaplan, „Der „Tauzieher“ soll Euch nur zeigen, Daß Wohlstand sich einstellt bei jedem, dem Lust und Liebe zur Arbeit ist eigen!“ .... Su näckisch, we gerade dä Kääl eß, han ich noch keinen am Holzmaat getroffen! C.J.““

Frei übersetzt: 

„„Der „Tauzieher“ oder ein schlechter Vergleich, ... „Nun macht keine Witze“ sagte darauf der Kaplan, „Der „Tauzieher“ soll Euch nur zeigen, dass Wohlstand sich einstellt bei jedem, dem Lust und Liebe zur Arbeit ist eigen!“ ... So nackt, wie gerade der Kerl ist, habe ich noch keinen am Holzmarkt getroffen!““

Gemeinsam mit der Drehbrücke und dem Geländer auf der Kaimauer wurde der Tauzieher am 1. Juli 1980 (Nr. 66), entsprechend dem erst kurz zuvor in Kraft getretenen Gesetz unter Denkmalschutz gestellt.